# دارتفورد (دائرة انتخابية في المملكة المتحدة)
دارتفورد (بالإنجليزية: Dartford)‏ هي إحدى الدوائر الانتخابية في المملكة المتحدة الممثلة في مجلس العموم في برلمان المملكة المتحدة.
عضو البرلمان الذي يمثلها حالياً هو :Dr Howard Stoate (Lab).